# Lanscailler

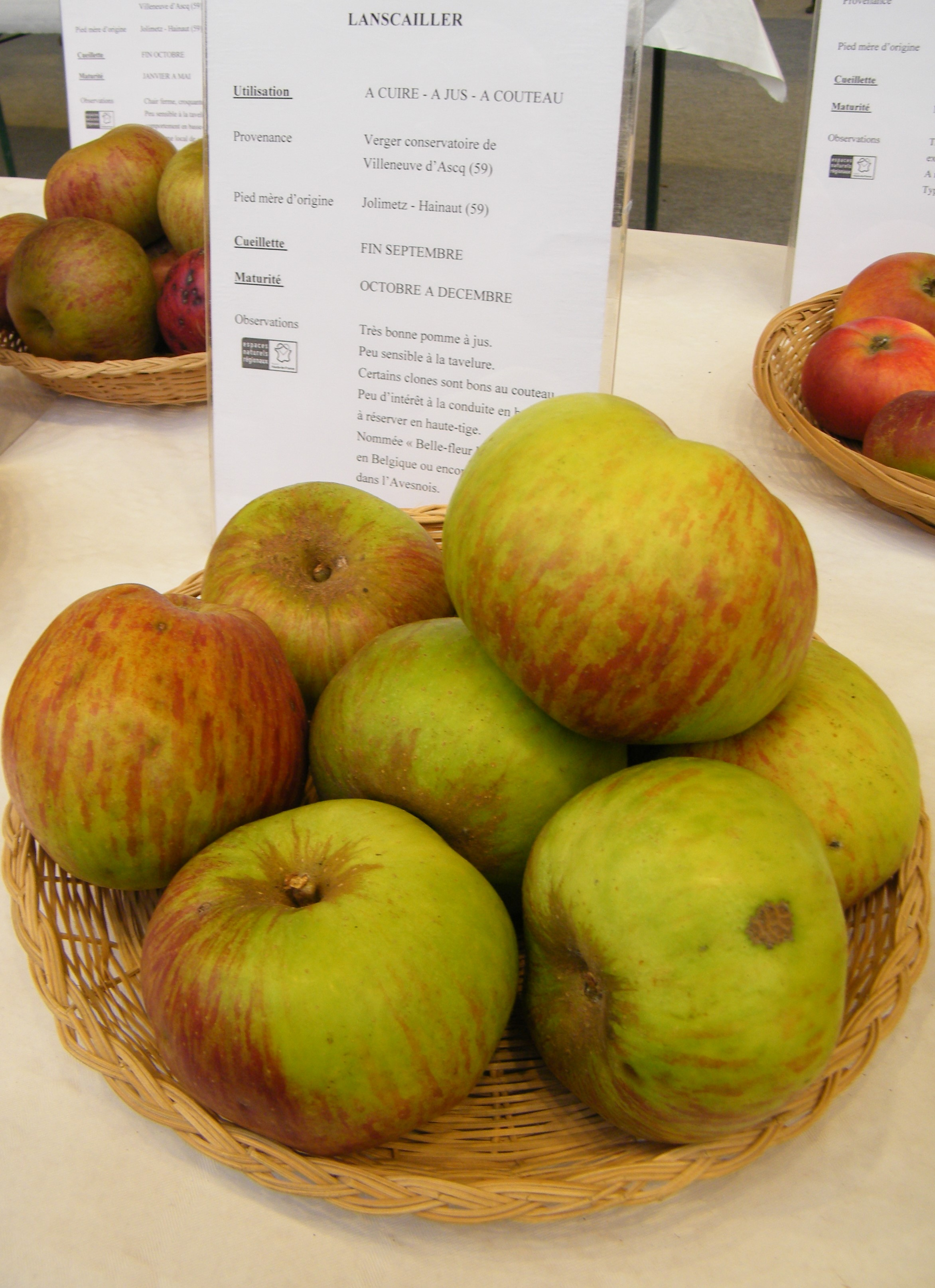
Lanscailler.

Lanscailler est le nom d'un cultivar de pommier domestique.
Il s'agirait d'une variété anglaise venue du Lancashire (Angleterre), que l'on trouve en Belgique et dans le Nord de la France.

## Synonymes
- Belle Fleur à Large Mouche ;
- Belle Fleur ;
- Large Mouche ;
- Lanscaillier ;
- Lancashire ;
- Lanscahire ;
- Rabaël ;
- Rabaëlle ;
- Ossekop ;
- Balleau ;
- Dubbele[2]...

## Histoire
Personne ne sait si la pomme est d'origine britannique, belge ou française. Lanscailler semble être dérivé de Lancashire (province anglaise). Alors, elle est peut-être britannique.
Carpentier la décrit en 1910 comme nouvelle variété récemment introduite en Avesnois (France) sous l’orthographe Lanscahire. Pamart décrit en 1927 la Lancashire, orthographe qui sera reprise à la lettre par Vezin et Vandamme en 1938, le Verger Français en 1948 et Vandamme en 1954.
La pomme est bien connue en Belgique sous le nom de « Large Mouche » ou « Belle Fleur à Large Mouche ». Elle est décrite sous ce nom par Van Cauwenberg en 1954.

## Description
C’est une variété triploïde, elle possède donc un pollen de mauvaise qualité. La floraison débute fin mars et se termine début avril (moyennement hâtive - groupe IV).

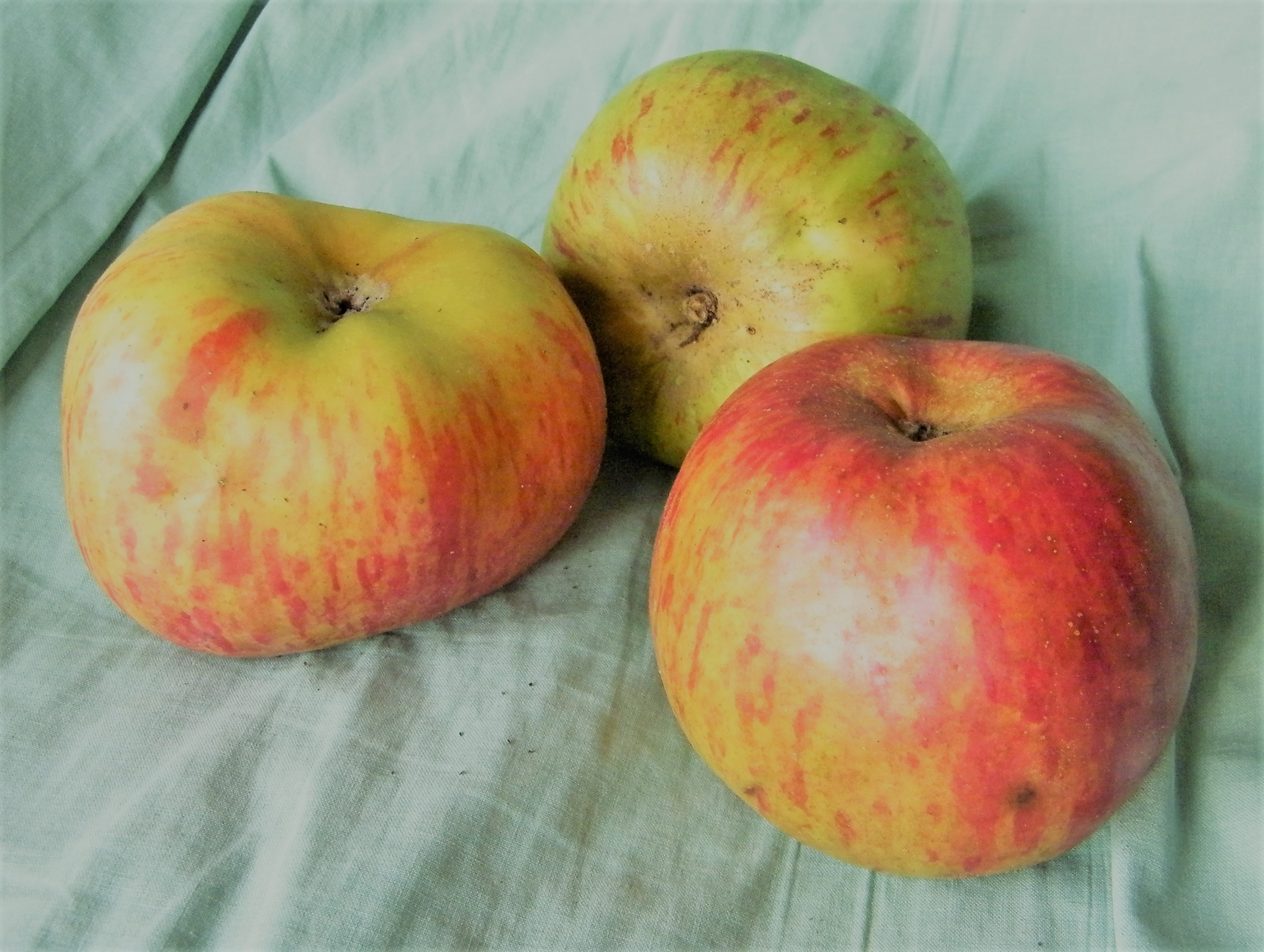
Échantillon picard.

### Arbre

#### Floraison et pollinisation - Fructification et productivité
C’est une variété dont le fruit est assez volumineux, de forme variable (conique-oblongue, conique-arrondie), le pourtour est anguleux et irrégulier. L’épiderme de couleur jaune est lavé de rouge orangé, strié de rouge plus foncé côté soleil. L’œil grand, ouvert et à courts sépales est inséré dans une cavité large, peu profonde et bosselée.
Le pédoncule, très court, est implanté dans une cavité assez large et assez profonde, parfois roussie (russeting). La chair est jaunâtre, ferme, assez juteuse, sucrée et peu parfumée. Pour un arbre adulte, la production est régulière, autant en quantité qu’en qualité, mais elle peut alterner.
Pour éviter les chutes de fruits, il est préférable de cueillir les pommes début octobre. C’est une variété très vigoureuse. Rustique, elle produit des fruits volumineux. Les charpentières sont formées de longs rameaux trapus et verticaux qui se couronnent et se couchent sous le poids des fruits. Il vaut mieux cultiver sur porte-greffe vigoureux et préférer la culture en haute-tige.

### Appréciation générale
Elle est assez résistante à la tavelure, résistante à l’oïdium et de résistante à peu sensible au chancre.
La variété est très bien représentée, aussi bien dans des vergers à vocation de production, liés à des exploitations agricoles que dans les vergers de moyenne à faible importance, plus familiaux.
Les avis sont partagés mais la variété assure une bonne production dont le surplus peut être transformé en jus ou en cidre, une fois mélangé à d’autres fruits. Bonne présence sur le plateau de Rocroi alors qu’en Ardenne couvinoise, les jeunes plantations ont fort souffert ces dernières années. On ne peut pas lui contester sa rusticité car elle est vraiment peu sensible à l’oïdium et à la tavelure.
Au dire des anciens, il faut 15 à 20 ans pour qu’une Belle Fleur à Large Mouche haute-tige commence à donner toute sa puissance.